# Amethyst (cràter)
Amethyst és un cràter sobre la superfície de (2867) Šteins, situat amb el sistema de coordenades planetocèntriques 28.9 ° de latitud nord i 343.2 ° de longitud est. Fa un diàmetre de 0.45 km. El nom va ser fet oficial per la UAI el nou de maig de 2012 i fa referència a l'ametista, una varietat violeta del quars.